# الجامعة التونسية للسباحة
الجامعة التونسية للسباحة هي جامعة رياضية تونسية تأسست في 29 جوان 1956، تشرف على رياضة السباحة في تونس.

## أهداف
تهدف الجامعة إلى:
- تنظيم وتطوير ومراقبة ممارسة رياضة السباحة بمختلف أشكالها على التراب التونسي.
- إدارة وتنسيق أنشطة الجمعيات التي تضم الأعضاء الممارسين لرياضة السباحة بمختلف أشكالها.
- الدفاع عن مصالح رياضة السباحة في تونس.

## الرياضات
الجامعة التونسية للسباحة تشرف على الرياضات المائية التالية:
- السباحة
- الغطس
- كرة الماء
- السباحة المتزامنة
- السباحة في المياه المفتوحة

## المسيرون
- الرئيس: الهادي بن حسن
- نائب الرئيس:
- الأمين العام:
- أمين مال:
- الأعضاء:

## عضوية
وهي عضو بالاتحاد الدولي للسباحة والاتحاد الأفريقي للسباحة
.

## مقالات ذات صلة
- سباحة
- سباحة متزامنة
- غطس
- كرة الماء

## وصلة خارجية
- الموقع الرسمي للجامعة التونسية للسباحة.